# Lomografia

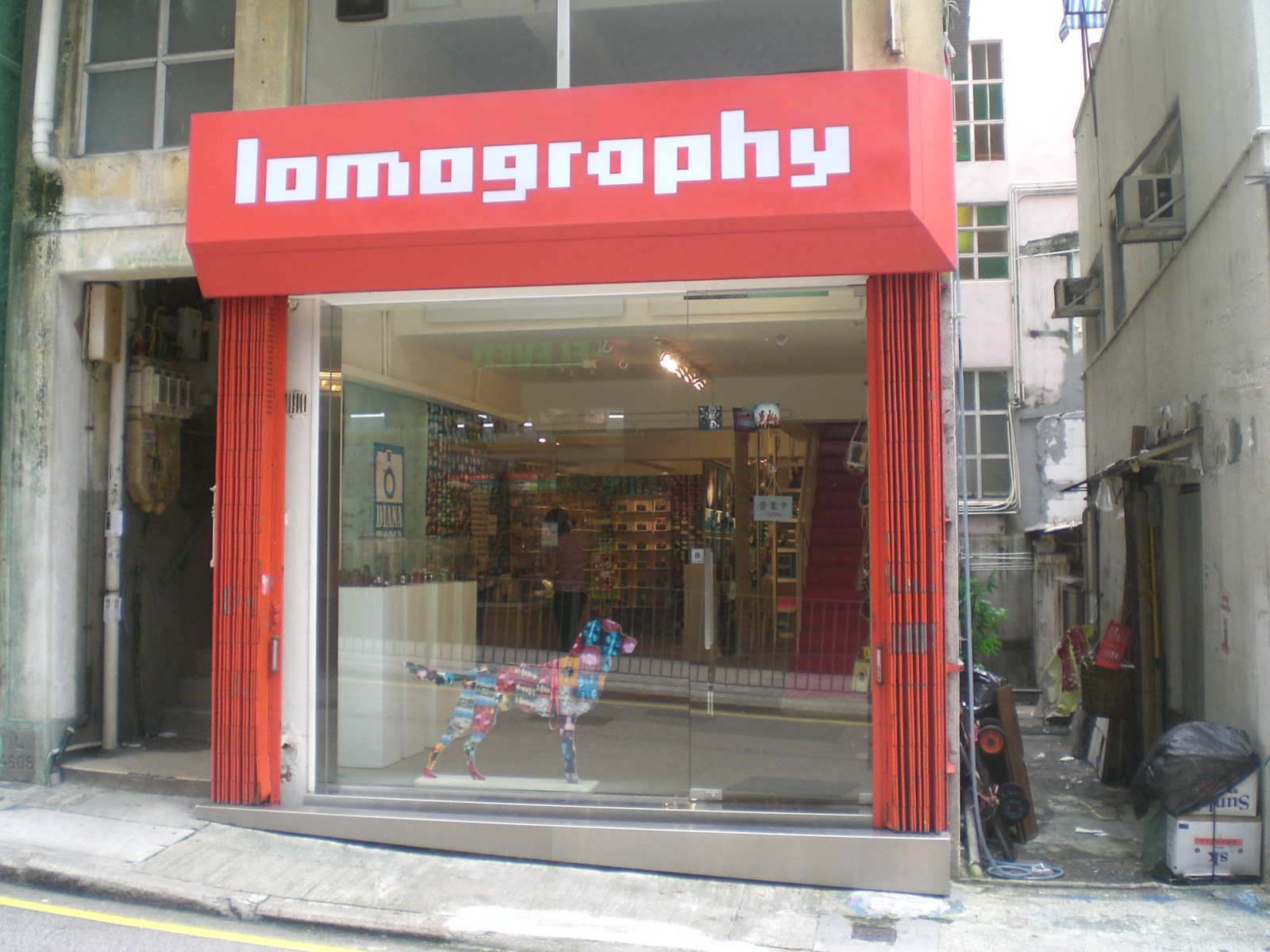
Un negozio di Hong Kong specializzato in lomografia

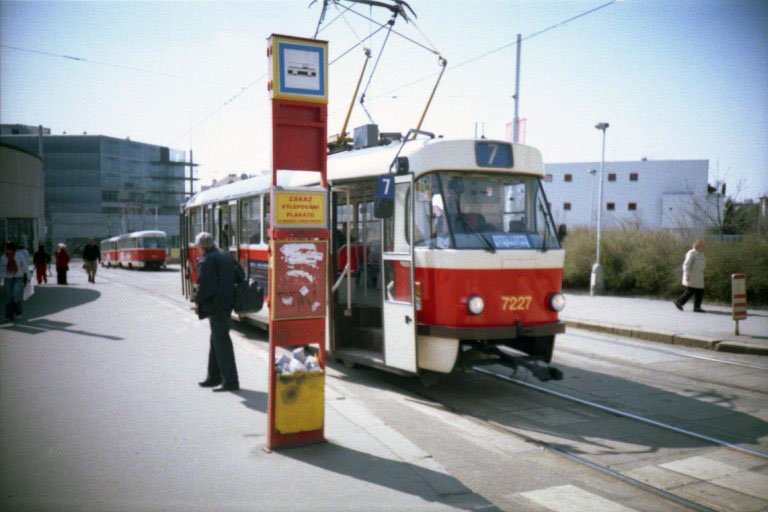
Esempio di foto eseguita con la LOMO LC-A

La lomografia è un particolare approccio alla fotografia analogica che fa parte di «movimento socioculturale internazionale», riassumibile nel motto «non pensare, scatta!» e caratterizzato dall'impiego di una macchina fotografica a pellicola tradizionale 35 mm compatta, la LOMO. A differenza di una ripresa realizzata con una macchina fotografica digitale, il risultato della foto sarà visibile e valutabile solo dopo lo sviluppo della pellicola e la relativa stampa sulla carta fotografica.
Nel corso degli anni novanta e duemila ha assunto le dimensioni di fenomeno di moda e di culto a livello mondiale.

## Storia
La lomografia ha origine negli anni novanta quando due studenti austriaci trovano in un mercatino alcune macchine fotografiche 35 mm compatte di marca LOMO.
Le caratteristiche particolari di questa macchinetta fotografica compatta sono racchiuse nell'obiettivo, progettato da un ingegnere ottico sovietico, che con una focale di 32 mm si può paragonare ad un grandangolare medio. La particolarità dell'obiettivo consiste però soprattutto nella sua relativa luminosità f/2,8, che unita alle piccole dimensioni della lente fornisce immagini estremamente sature (vedi esempio) e con una vignettatura da sottoesposizione tutto intorno, che crea una sorta di effetto "tunnel".
Il costo originalmente contenuto ne aveva favorito la diffusione in URSS.
I due studenti austriaci, colpiti dalla resa fotografica, danno origine ad un fenomeno che, ormai da anni, si è esteso in tutto il mondo con la creazione di Lomoambasciate, Lomomissioni, Lomoconcorsi.
A cascata, è seguita la messa in commercio, sebbene a prezzi non più sovietici, di questa macchina fotografica e di altre, sempre di produzione ex sovietica o cinese a basso costo. La filosofia della Lomografia si può condensare nella frase: «non pensare, scatta!»
Nel maggio 2005 il modello principale della Lomo, cioè la LC-A, è stato messo ufficialmente fuori produzione. La motivazione data è l'alto costo della manifattura di questa macchinetta, semplice nell'uso ma con un elevato numero di componenti.
Dal 2006 in Cina viene prodotta la replica "LCA+", con obiettivo russo o cinese, ed alcune funzioni in più.
Dopo il rilascio di smartphone con fotocamere di qualità superiore verso la fine del decennio, app telefoniche come Hipstamatic (2009) e Instagram (2010) hanno fornito filtri fotografici integrati che hanno intenzionalmente emulato molte delle caratteristiche lo-fi di diverse fotocamere a pellicola e stock di film. Durante lo stesso decennio i prodotti per fotocamere digitali che incorporavano intenzionalmente caratteristiche di imaging lo-fi, come la linea di obiettivi Lensbaby, guadagnarono un seguito significativo tra i fotografi digitali seri.
Ad oggi (2020), l'uso del termine generalizzato "lomografia" è arrivato a comprendere tutte queste uscite fotografiche intenzionalmente a bassa fedeltà, indipendentemente dall'origine o dal metodo. La stessa azienda Lomography ha abbracciato questa tendenza e il loro attuale elenco di prodotti include non solo un'ampia varietà di pellicole e fotocamere a pellicola, ma anche obiettivi e accessori per fotocamere digitali e smartphone.

## Le 10 regole d'oro della lomografia
Le cosiddette "10 regole d'oro della lomografia" sono le seguenti:
1. Porta la tua lomo ovunque tu vada
2. Usala sempre di giorno e di notte
3. La lomografia non è un'interferenza nella tua vita ma ne è parte integrante
4. Scatta senza guardare nel mirino
5. Avvicinati più che puoi
6. Non pensare
7. Sii veloce
8. Non preoccuparti in anticipo di quello che verrà impresso
9. Non preoccuparti neppure dopo
10. Non preoccuparti di nessuna regola

Queste "regole" non sono però del tutto applicabili se si usano fotocamere Lomo con funzionamento completamente manuale quali ad esempio Lomo Lubitel 166 B.
Tuttavia questa macchina fotografica compatta può essere utilizzata in modo "non lomografico" (pensa prima di scattare!), come una macchina tradizionale munita di un valido grandangolo. Uno dei suoi pregi principali è la sua versatilità unita alla sua compattezza e leggerezza. Ottima per la fotografia di strada (Street photography), e nello stesso tempo, grazie al grandangolo, utile anche nelle riprese in interni.